# Laura Trotter
Laura Trotter (Cles, 9 giugno 1950) è un'attrice italiana.

## Biografia
Nata a Cles, in Provincia di Trento, da padre austriaco e madre fiorentina, ha debuttato nel cinema a metà degli anni settanta nel film Telefoni bianchi (1976), diretto da Dino Risi. Quindi ha lavorato in film, come La giacca verde (1979), regia di Franco Giraldi, (1979) Storia di Piera (1983), regia di Marco Ferreri, Tutti dentro (1984), regia di Alberto Sordi (1984) e in film di genere poliziottesco e fantascientifico, fra i quali Io ho paura (1977) e L'avvertimento (1980), entrambi di Damiano Damiani e Incubo sulla città contaminata (1980) di Umberto Lenzi.
In seguito, in coincidenza con l'esplodere del filone della commedia erotica all'italiana, è stata interprete in film, come Monella (1998), regia di Tinto Brass (1998) e in film d'exploitation.
In televisione ha partecipato a diverse trasmissioni Rai, Mediaset e della Radiotelevisione svizzera di lingua italiana.
Nel 2005 si è candidata alle elezioni regionali della Regione Lazio nella lista dei Liberali.

## Filmografia

### Cinema
- Di che segno sei?, regia di Sergio Corbucci (1975)
- Telefoni bianchi, regia di Dino Risi (1976)
- Pane, burro e marmellata, regia di Giorgio Capitani (1977)
- La presidentessa, regia di Luciano Salce (1977)
- La vergine, il toro e il capricorno, regia di Luciano Martino (1977)
- Io ho paura, regia di Damiano Damiani (1977)
- Gegè Bellavita, regia di Pasquale Festa Campanile (1978)
- Eutanasia di un amore, regia di Enrico Maria Salerno (1978)
- Questo sì che è amore, regia di Filippo Ottoni (1978)
- La settima donna, regia di Franco Prosperi (1978)
- Le pene nel ventre - L'osceno desiderio, regia di Giulio Petroni (1978)
- L'importante è non farsi notare , regia di Romolo Guerrieri (1979)
- Der Landvogt vom Greifensee, regia di Wilfried Bolliger (1979)
- Augh! Augh!, regia di Marco Toniato (1980)
- L'avvertimento, regia di Damiano Damiani (1980)
- Incubo sulla città contaminata, regia di Umberto Lenzi (1981)
- Rush, regia di Tonino Ricci (1983)
- Storia di Piera, regia di Marco Ferreri (1983)
- Tutti dentro, regia di Alberto Sordi (1984)
- Rage - Fuoco incrociato, regia di Tonino Ricci (1984)
- Miami Golem, regia di Alberto De Martino (1985)
- Massimamente folle, regia di Marcello Troiani (1985)
- Le amiche del cuore, regia di Michele Placido (1992)
- Albergo Roma, regia di Ugo Chiti (1996)
- Frigidaire - Il film, regia di Giorgio Fabris (1998)
- Monella, regia di Tinto Brass (1998)

### Televisione
- Camera ammobiliata, regia di Mario Foglietti – film TV (1978)
- La vedova e il piedipiatti, regia di Mario Landi – miniserie TV, episodio Domenica prossima (1979)
- La giacca verde, regia di Franco Giraldi – film TV (1979)
- L'enigma delle due sorelle, regia di Mario Foglietti – miniserie TV (1980)
- Verso l'ora zero, regia di Stefano Roncoroni – film TV (1980)
- Patto con la morte, regia di Gian Pietro Calasso – miniserie TV (1982)
- Due donne, regia di Armando Crispino – film TV (1982)
- Innamorarsi a cinquant'anni, regia di Armando Crispino – film TV (1982)
- La figlia inventata, regia di Vincenzo Gamna – film TV (1982)
- Appuntamento a Trieste, regia di Bruno Mattei – miniserie TV (1989)
- Dottoressa Giò
- Scarpette di gomma (Rai 1)
- Sulla via maestra (TV Svizzera)

## Programmi TV
- Superstar – programma musicale (1977)
- Piccola ribalta, con Daniele Piombi (1978)
- Te la do io l'America – varietà (1981)
- Happy Magic, con Sammy Barbot – programma musicale (1982)
- Linea verde